# Tarom (Verwaltungsbezirk)
Tarom (persisch شهرستان طارم) ist ein Schahrestan in der Provinz Zandschan im Iran. Er enthält die Stadt Tarom, welche die Hauptstadt des Verwaltungsbezirks ist. 

## Demografie
Bei der Volkszählung 2016 betrug die Einwohnerzahl des Schahrestan 46.641. Die Alphabetisierung lag bei 79 Prozent der Bevölkerung. Knapp 21 Prozent der Bevölkerung lebten in urbanen Regionen.
| Zensusjahr | Einwohnerzahl |
| ---------- | ------------- |
| 2011       | 40.312        |
| 2016       | 46.641        |